# 제노사가의 등장인물 목록
제노사가의 등장인물 일람 에서는, 제노사가 시리즈안에 등장하는 인물에 대해 해설한다.
애니메이션판에서는 주요 캐릭터 이외의 캐스트가 변경되었지만, 게임판은 에피소드 III를 통해 동일 캐스트이다.
게임과 애니메이션으로 성우가 다른 것은, 게임 / 애니메이션의 순서로 표기.

## 주요 인물

### 파티 캐릭터
시온 우즈키(일본어: シオン・ウヅキ)
성우 - 마에다 아이
제노사가 시리즈의 주인공. 에피소드 I의 단계에서는 22세. 벡터·산업 제일 개발국, KOS-MOS 개발 계획 통합 오퍼레이션 시스템 개발실 주임. 그노시스·테러 후는 벡터를 퇴사한다. 에피소드 I로의 첫등장시는 사교적인 성격이었지만, 에피소드 II, III와 작을 거듭할 때마다, 수많은 사상이나 그 뒤에 있는 진실, 또 오빠인 진·우즈키와의 알력이라고 하는 인간 관계 등에 번농 되고, 점차 자기중심적인 행동이 눈에 띄듯이 되어 간다. 당초 그녀가 걸치고 있던 안경은 원 연인인 케빈에 선물 된 것으로, 시력의 교정은 아니고 현실에 존재하지 않는 U.M.N.위의 현상이 보여 버린다고 하는 그녀 특유의 증상을 부드럽게 하기 위해 물건으로, 콘택트 렌즈에도 같은 기능이 있다. 하지만, 어릴 적보다 그 상태가 될 수 있어 버려 있는 그녀는 그것을 제외하는 것도 많다. 덧붙여 제노사가 I·II에 대하는 시온의 성격은 반드시 자기중심적으로는 그려지지 않고, 안경을 콘택트 렌즈로 바꿀 것도 없다. 어머니·아오이를 잃어 버렸을 때의 일이 중증의 트라우마가 되고 있어 번개나 번개에 대해서는 격렬하게 공포 한다. 탑승 비행기는 에피소드 I에서는 붉은 A.G.W.S 「VX-10000」, 에피소드 II 이후는 E.S.디나. 이름은 예루살렘에 있는 언덕에 유래한다.
에피소드 III에서, 한 때의 연인으로, 홍의 테스타먼트이기도 한 케빈과 마침내 대면해 동요, 그 후 종반에서 그의 감언을 타, 일시적으로 오빠 진이나 KOS-MOS등과 적대한다. 하지만, 케빈에 공격받아도 더욱더 그녀의 옆에 있으려고 하는, 알렌의 몸을 헌신한 설득과 마리아로서 눈을 뜬 KOS-MOS의 말에 자신만큼이 행복해지는 것을 거부, 모두와 함께 우주를 구하는 것을 결의해, 그를 거절한다. 라스트 배틀을 끝낸 후, 케빈과의 화해, 그리고 진과의 이별의 뒤, 로스트 예루살렘을 목표로 해 알렌들과 함께 여행을 떠난다.
이따금 「시온·우츠기(シオン・ウツギ)」라고, 이름이 오인당하고 있는 일이 있지만, 「시온·우즈키(シオン・ウヅキ)」이다.
KOS-MOS
성우 - 스즈키 마리코
벡터에 의해서 개발된 여성형 전투용 안드로이드. 「질서」의 이름을 가진다. 제노사가 시리즈를 상징하는 캐릭터. 시온을 지키는 일을 최대중요 사항으로 하고 있다. 에피소드 III 종반에 대해 그 정체를 분명히 한다. 냉철하고 감정을 중지한 기계적인 어조이지만, 에피소드 III 종반에 각성한 다음은 인간적으로 된다(전투 중도 마찬가지로, 동료를 염려하는 모습도). 탑승 비행기는 II 이후는 E.S.디나. A.G.W.S.에는 탈 수 없다. 아직, 디나는 KOS-MOS 전용의 기체로서 설계되고 있어 메인 콕피트는 머리 부분 내부에 KOS-MOS의 탭·오토바이가 합체 하는 형태로 형성된다. KOS-MOS가 부재에서도 가동은 가능하고, III 초반으로는 시온이 혼자서 조종 하고 있었다.
케이오스(일본어: ケイオス)
성우 - 호시 소이치로
이름 이외, 모두의 경력이 수수께끼에 싸이고 있다. 투명한 눈동자와 은발이 특징. 「혼돈」의 이름을 가진다. 마슈즈들과 만난 이래, 엘더 크루로서 그들과 행동을 모두 하고 있다. KOS-MOS 같이, 에피소드 III 종반에 대해 그 정체를 분명히 한다. 탑승 비행기는 E.S.아셀.
진 우즈키(일본어: ジン・ウヅキ)
성우 - 타나카 히데유키
시온의 오빠. 원성단 연방 특수 작전군정보부 대위. 밀치아 분쟁시에 케이오스들과 지기를 얻는다. 도술의 달인으로, 살아있는 몸으로 적의 A.G.W.S.를 일도양단으로 한다고 하는 기술을 보여 E.S.으로의 전투에서도 한 명 타기라고는 생각되지 않는 힘을 발휘한다. I에서 약간 등장한 후, II에서 동료가 된다. 또 II와 III의 사이의 에피소드가 되는 「밋싱 이어」의 주역이기도 하다. 마그리스와는 조부로부터 칼을 배운 동문이며, 동시에 숙명의 적이기도 하다. 밀치아가 멸망할 때, 아버지인 스오우로부터의 연락을 받아 시온을 구출한다. 페레그리와는 과거에 연인 관계에 있던 것 같다. 탑승 비행기는 E.S.루벤.
덧붙여 제노기어스에 있어서 그의 유사 캐릭터 「시탄·우즈키」의 탑승기에는 아니마의 그릇 「아실」이 탑재되고 있다. 제노기어스와 제노사가로의 캐릭터와 아니마의 그릇의 대응은 반드시 일치하지 않지만, 에피소드 III 엔딩에서는 보기로서 탑재된 엘데 카이저의 리엑터에 의해 아실을 모는 진의 모습을 볼 수가 있다.
Jr.
성우 - 카와사키 에리코
가이난·쿠카이·Jr.(쥬니어). 정식명칭은 「U.R.T.V.개체 No.666 레드 드래곤」, 본명은 루베드. 알베드와는 뒤쪽이 유착 하고 있는 상태로 태어난 유착 쌍생아이며, 서로의 존재를 감지할 수가 있다. 에피소드 II의 주역이며, 파티의 리더적 존재. 탑승 비행기는 E.S.아셀.
M.O.M.O.
성우 - 시시도 루미
백식범관측 레아리엔의 프로트 타입. 미즈라히 부부의 죽은 딸, 사쿠라의 모습을 본떠 만들어졌다. 고 요아킴·미즈라히가 그녀의 심층 의식안에 Y자료로 불리는 조할에 관한 연구자료를 봉인했다. 극중에서는 말해지지 않지만, 통상의 레아리엔과는 완전히 별차원의 존재이며, 유태의장의 기간이 지나면 보통 인간과 같이 성장해, 경우에 따라서는 수태조차도 가능하다. 탑승 비행기는 E.S.제브룬.
지기(일본어: ジギー)
성우 - 에바라 마사시
접촉 소위원회 소속의 전투용 사이보그. 지기라는 이름은 지그라트8(에이트)이라고 하는 사이보그로서의 제품번호로부터, 모모가 이름 붙였다. 원래는 인간이지만, 사후 라이프 리사이클법으로 사이보그로서 복직. 생전의 이름은 쟝·자우어. 보더 폰(현 소프트뱅크 모바일)·i-mode로 전개되고 있는 제노사가 외전 「파이드 파이퍼」의 주역. 탑승 비행기는 E.S.제브룬.
알렌 리질리(일본어: アレン・リッジリー)
성우 - 히라타 히로아키
KOS-MOS 개발 계획 통합 오퍼레이션 시스템 개발실부주임. 시온의 퇴사 후는 신 주임이 된다. 연령은 시온보다 2세 연상이지만, 시온이 월반이기 때문에 1년 후배에 해당한다. 어딘지 모르게 믿음직스럽지 못한 풍모와 성격으로 싸움의 장소에서는 방관자에 철저하고 있는 것이 대부분이지만, 실제의 그는 집(친가는 자산가)의 힘에 의지하지 않고 자력으로 명문 대학을 졸업해, 벡터에 입사했을 정도의 노력가이다. III에서 일시적으로 전투 멤버에게 참전할 수 있어 또 이야기 종반에서는 뜻밖의 일면을 보인다. E.S.디나에 동승 하는 것이 있다.

### 엘자 멤버
마슈즈(일본어: マシューズ)
성우 - 이시즈카 운쇼/애니메:노무라 켄지
항주화객선 엘자의 선장. 원성단 연방 정부군 해병대 소속. 낭비벽이 있어, 그것과 케이오스를 만났을 때의 사건이 원인으로 막대한 빚을 안고 있다(케이오스 가라사대, 「빚이 많음은 누구에게도 지지 않는다」것이 그를 정의 붙이고 있다라는 일). 그가 소유하는 엘자도 빚의 담보가 되어 있다. 그 막대한 빚을 갚는 이벤트가 II에 존재하지만, 전액 반제는 지난의 기술이다. 스파이스 시스터즈라는 아이돌 그룹의 대팬으로, 라이브는 영상은 아니고 생으로 보지 않으면 기분이 내키지 않을 수록.
토니(일본어: トニー)
성우 - 코야스 타케히토/애니메:미우라 히로아키
엘자의 조타수. 평상시는 친절한 남자이지만, 조종간을 잡으면 스피드광이 된다. 조종자로서의 실력은 초일류이며, 몇 번이나 동료의 위기를 구하고 있다. 외관에 의하지 않고 장렬한 조종 테크닉을 가지는 모모에 대항 의식을 가지고 있는 모습.
해머(일본어: ハマー)
성우 - 마츠노 타이키/애니메:타카토 야스히로
엘자의 네비게이터. 천재 해커이지만, 본 궤도에 올라 있는 범죄 조직의 데이터 베이스에 해킹 했기 때문에 생명을 표적이 되어 그것을 마슈즈에 의해서 구해졌다고 하는 에피소드가 있다. 제노기어스에 그와 동명, 동 모델의 캐릭터가 존재한다. 단, 「제노기아스」의 하마와 달리 끝까지 생존.
제노사가 I·II에서는 마지막 서브 스토리를 장식하지만, 거기에 비하면 너무 불쌍한 내용이었다.
박사(일본어: ハカセ)
성우 - 아오노 타케시/애니메:아소 토모히사
엘데 카이저의 개발자. 에피소드 I에서는 쿠카이·파운데이션에서 로봇 아카데미를 열고 있었지만, 기동 요새 엘자 계획 사건을 타 엘자 크루가 된다. KOS-MOS 버전 4에는 엘데 카이저의 기술이 사용되고 있는 등 , 어느 새인가 이야기 중에서도 중요한 위치를 차지하게 되었다.(KOS-MOS 버전 4에는 엘데 카이저의 기술이 사용되고 있는, 아니마의 그릇을 잃은 E.S 아셀을 엘데 카이저의 리엑터로 움직이는 등)
스콧트쿤(일본어: スコットクン)
성우 - 나카이 카즈야/애니메:카네코 히데히코
박사의 조수. 박사 같이, 어느 새인가 스토리에 관련되게 되었다. 본인은 별로 스콧으로 불려도 좋은 것 같지만, 박사로 해 보면 「쿤」을 붙이지 않고 부르는 일은 박사를 「박사」나 「박」이라고 부르는 일과 같아서 안된 것 같다.

### 듀란달
가이난 쿠카이(일본어: ガイナン・クーカイ)
성우 - 야마데라 코이치
성단 연방 밀치아 자치주에 속하는 특수 재단“쿠카이·파운데이션”대표이사의 한 명. 그에 대한 자세한 것은 U.R.T.V.의 항목을 참조.
메리 고드윈(일본어: メリィ・ゴドウィン)
성우 - 쿠기미야 리에/애니메:시라이시 료코
라이프 리사이클에 의해서 태어난 변이체. 칸사이 사투리 같은 말을 사용한다. 어느 기업이 보유하고 있던 비합법의 실험체이며, 후에 파운데이션에 의해서, 보호되었다.
세리 고드윈(일본어: シェリィ・ゴドウィン)
성우 - 타카다 유미/애니메:야마자키 와카나
라이프 리사이클에 의해서 태어난 변이체. 메리와는 대조적으로 조용한 여성이지만, 잔소리가 많아 화나게 하면 무서운 일면도 있다.

## 벡터
빌헬름(일본어: ヴィルヘルム)
성우 - 히야마 노부유키/애니메:미도리카와 히카루
주식회사“벡터·산업”의 창설자이자 CEO. 자세한 경력은 수수께끼에 싸이고 있다. 케이오스의 일을“이오슈아”라고 부른다. E.S.를 닮은 기동 병기 「요슈아」를 가진다.
카난(일본어: カナン)
성우 - 카미야 히로시
벡터로부터 제2 밀치아로 대여 된 특수 기록 소자 탑재형 레아리엔. 지기, 보이져와는 지기가 아직 쟝·자우아였던 무렵에서의 인연이 있다. 카난과는 탑재되고 있는 특수 프로그램의 이름이며, 본래의 이름은 라크티스라고 한다.
미유키 이츠미(일본어: ミユキ・イツミ)
성우 - 우와가와 에미
시온의 후배. 시온의 무기는 그녀의 발명품 중 하나.
유키히라 토가시(일본어: ユキヒラ・トガシ)
성우 - 이나다 테츠/애니메:나카오 료헤이
벡터 제1 개발국, KOS-MOS 개발 계획 통합 오퍼레이션 시스템 개발실 연구원. 미유키에 반하고 있다.
T-elos
성우 - 스즈키 마리코
최신형 대 그노시스 전투용 안드로이드. 성능은 KOS-MOS를 아득하게 웃돈다. 머리카락이나 피부의 색을 제외하면 외관은 KOS-MOS에 매우 아주 비슷한다. 그 몸체는 있는 여성의 몸을 바탕으로 만들어져 있어, 80%가 살아있는 몸의 인간과 다르지 않다. KOS-MOS를 웃도는 성능과 몸체 강도를 가지는 것은, U.M.N.의 물리 사상면에 간섭해, 물리 법칙을 말하자면 고쳐 써 움직이고 있기 위해. 이것은 원리적으로는 E.S.유다가 가지는 모두를 절단 하는 능력과 같은 물건이다. KOS-MOS의 정체와 밀접한 관계가 있다. 덧붙여 「테로스」와는 「마지막」혹은 「완성」이라고 하는 의미이다.

### 테스타멘트
케빈 위니코트 (ケビン・ウィニコット)
성우 - 이시카와 히데오 / 나카오 료헤이
시온의 상사이며 연인이었던 인물. U-TIC 기관에서는 요아킴의 조수를 근무하고 있어 그 무렵 이미 KOS-MOS 이론은 완성하고 있었다. KOS-MOS 아키 타입의 폭주로 시온을 감싸 사망하지만 홍의 테스타멘트로서 부활해, 시온과 KOS-MOS를 감시해 왔다. 그를 움직이고 있던 것은 시온에의 구상이며, 빌헤임에게의 의리나 충성심은 아니었다. 탑승 비행기는 E.S.유다.
루이스 버질 (ルイス・バージル)
성우 - 세키 토모카즈 / 모리타 마사카즈
성단 연방 정부군 소속의 해병대 중위. 레아리엔의 몸조직을 섭취한 결과 일어나는 「DME 중독」에 침범되고 있어 전신의 피부가 화상의 자취와 같이 변질해 버리고 있다. 에피소드I 모두에 있어서의 그노시스의 보크리데 습격때, 그노시스를 공격하는 KOS-MOS의 총격에 해당되어 사망. 후에 청의 테스타멘트로서 부활하는데는 일찍이 페브로니아에 생명을 구해진 일과 관계가 있다. 탑승 비행기는 E.S.나프타리.
보이져 (ヴォイジャー)
성우 - 츠지타니 코우지
테스타멘트의 한 명. 검은 외투를 감기고 있다. 과거에 지기(쟝·자우아)의 처자를 죽인 남자. 지기를 테스타멘트로 권하려고 했다. 본명은 에리히·웨버. 죽음에 대하는 강한 공포를 안고 있어 그러므로에 테스타멘트가 되었다. 지기를 정신적으로 괴롭히는 것을 즐기고 있다. 그가 불리는 보이져와는 그가 테러리스트로서 활동하고 있었을 때에 사용하고 있던 가명. 탑승 비행기는 E.S.댄.

## U-TIC기관 (오룸스)
마그리스 (マーグリス)
성우 - 나카타 죠지 / 쿠스노키 타이텐
UTIC 기관 총사령이며, 오룸스의 이단 심문 관장의 한 명.교황이 아니고, 하인라인에 절대의 충성을 맹세하고 있다. 이마로부터 눈을 관통해 뺨에 달리는 상처는, 에피소드 II초반의 밀치아 분쟁 시에 행해진 진과의 대결에 의하는 것. 탑승 비행기는 E.S.레비.
페레그리 (ペレグリー)
성우 - 하라 에리코 / 야마자키 와카나
오룸스의 이단 심문관의 한 명. UTIC 기관 및 오룸스의 지휘를 맡아 마그리스를 보좌하고 있다. 이전에는 진의 연인이었던 것 같다. 탑승 비행기는 E.S.이사칼.
앤드류 체렌코프 (アンドリュー・チェレンコフ)
성우 - 에가와 히사오
성단 연방군해병대 중령겸U-TIC 기관 공작원. 보크리데로의 그노시스 습격 이후도 시온들과 행동을 하고 있었지만, 후에 그노시스화해 시온들을 덮친다. 케빈·위니코트가 사망하게 된 KOS-MOS 아키타이프 폭주 사건의 방아쇠를 당긴 남자이기도 하다.
리햘트 (リヒャルト)
성우 - 오키아유 료타로
오룸스 이단 심문관의 한 명. 탑승 비행기는 E.S.가드. 이중인격에 가까운 성격을 하고 있지만, 이것은 일찍이 누나의 죽음을 목격했던 것이 계기가 있다. 레이피어를 쓰는 사람이다.
헤르만 (ヘルマン)
성우 - 미키 신이치로
오룸스 이단 심문관의 한 명. 탑승 비행기는 E.S.요세프. 극중에서는 말해지지 않지만, 일찍이, 성단 연방군해병대에 소속해 있었을 때는 마슈즈 군조가 인솔하는 부대에 배속되어 있었다. 몽둥이를 쓰는 사람. 그의 가계는 리햘트의 집의 개인적 가신이었다. 그 자신도 유소의 무렵부터 리햘트에 충성을 맹세코 있다
세라즈 (セラーズ)
성우 - 사토 마사하루
U-TIC 기관으로 요아킴과 함께 조할의 연구에 참가하고 있었다. 에피소드 III에서는 디미트리의 원으로 오메가의 조정을 실시하고 있다. 한 때의 동료인 요아킴을 넘는 것에 강한 집념을 태운다. 다리에 장해가 있기 위해, 부유하는 의자에 항상 앉아 있다. 이 장해는 밀치아 분쟁시의 부상에 의하는 것.
교황 (教皇)
성우 - 오오츠카 치카오
본명은 셀기우스 17세. 이민 선단의 통치자로, 오룸스의 최고 권력자. 조할에의 액세스 능력을 가진다.
하인라인 (ハインライン)
하이암즈사 대표이며, 오룸스의 추기경. 아무도 모습을 본 적이 없고, 그 정체는 수수께끼에 싸이고 있다.

## U.R.T.V.
니그레드 (ニグレド)
성우 - 야마데라 코이치、타카하시 미카코(소년 시대) / 히비 아이코
가이난 쿠카이의 U.R.T.V.로서의 이름으로, 정식명칭은 「U.R.T.V.개체 No.669 엑스큐쇼나」.Jr.(루베드)를 감시·말살하는 역할을 가지고 있었지만, 그 일을 알아 디미트리·유리에프에 반발해 그를 죽였다. 하지만, 그 후체를 납치되게 된다.
알베드 피아소라 (アルベド・ピアソラ)
성우 - 야마데라 코이치、우라와 메구미(소년 시대) / 시라이시 료코
U.R.T.V.개체 No.667.무서운 속도의 세포 재생 능력을 가진다. 유착 쌍생아의 관계에 있는 Jr.에 매우 강한 집착을 보인다. 에피소드 II로 Jr.와 결착을 붙여 에피소드 III로 백의 테스타멘트로서 부활한다. 탑승 비행기는 E.S.시메온.
시트린 (シトリン)
성우 - 미즈시로 레나
U.R.T.V.개체 No.668.여성형의 U.R.T.V.. 디미트리에 수행하고 있다. U.R.T.V.로서의 능력은 가이난과 동일하고, 디미트리의 몸이 될 수 없는 점만이 다르다. 그 가이난과는 친밀한 사이였던 것 같다.
디미트리 유리에프 (ディミトリ・ユーリエフ)
성우 - 사카 오사무
원 성단 연방추기 원의원이며, Jr.나 가이난들U.R.T.V.의 유전자 제공자. 사망했다고 생각되고 있었지만, 밀치아 주역의 국소 사상 변이 사건 시에 사나이 낭을 개입시켜 다시 나타났다. 디미트리나 U.R.T.V.는 다른 사람의 몸으로 그 의식을 옮기는 능력이 있어, 그 능력을 이용해 길 때를 살아 있다.

## 특수계 레아리엔
페브로니아 (フェブロニア)
성우 - 코우다 마리코
트랜스 제닉 타입의 레아리엔. 에피소드 I, II에서는 종종 시온의 앞에 나타나 자매들(세시리와 캬스)을 구했으면 좋겠다고 간절히 원한다. 에피소드 III에서는 청의 테스타멘트인 바질의 전에 나타난다. 상, 트랜스 제닉 타입과는 사람의 특성을 겸비하는 레아리엔여, 그 몸조직은 사람의 그것과 친화성이 있다.
세실리아 (セシリア)
트랜스 제닉 타입의 레아리엔. 페브로니아의 여동생과 극중에서는 표현되고 있지만, 실제는 페브로니아의 클론이다. 애칭은 세시리.
카탈리나 (カタリナ)
트랜스 제닉 타입의 레아리엔. 페브로니아의 여동생과 극중에서는 표현되고 있지만, 실제는 페브로니아의 클론이다.애칭은 캬스.
킬슈바사 (キルシュヴァッサー)
성우 - ? / 히로하시 료
M.O.M.O.개발을 위해, 데이터 수집을 목적으로 제조된 관측용 레아리엔의 총칭. M.O.M.O.개발을 위한 실험체라고도 할 수 있다. 99체 제조되고 있어 모모가 100체목에 해당한다. 에피소드 I에 대하고는 한마디도 말하지 않았지만, 제노사가I·II에서는 99체 중 1체가 시온과 교류를 가지는 에피소드가 있어, 밀치아 분쟁시에 하늘의 차에 대해 세라즈에 기동된 것이나, 알베드와의 의존관계등의 경위도 새롭게 말해지고 있다.